# Иулиания Александровна
Иулиания Александровна (Ульяна, Юлиания, ин. Марина, Марфа, ок. 1330 — 17 марта 1391) — дочь великого князя тверского Александра Михайловича, вторая жена языческого великого князя литовского Ольгерда; мать великого князя литовского и короля польского Ягайло — основателя династии Ягеллонов, и великого князя литовского Свидригайло.

## Биография

### Ранние годы
Иулиания родилась в период, когда её отец, Александр Михайлович, находился с семьёй в изгнании в Пскове. Причиной изгнания было преследование великого князя тверского со стороны Золотой Орды из-за Тверского восстания и последовавшего за ним нашествия, известного по летописям как Федорчукова рать.
Когда возникла угроза для Пскова из-за присутствия там тверского князя, Александр Михайлович перебрался в расположенное рядом Великое Княжество Литовское. В ВКЛ ближайшим соседом Псковской земли было Витебское княжество, в котором правил Ольгерд Гедиминович — будущий великий князь литовский, со своей первой женой Марией Ярославной (?—1346?, из рода витебских князей).
В 1338 году после переговоров сына Александра Михайловича, Фёдора с ханом Узбеком, он вместе с семьёй возвратился на великое княжение в Тверь. Однако в 1339 году Александр Михайлович и его старший сын Фёдор были убиты в Орде по приказу хана. Опека над Иулианией перешла к великому князю московскому.
В 1350 году великий князь Московский Симеон Иванович Гордый, женатый на сестре Иулиании, Марии, не воспрепятствовал браку тверской княжны с пришедшим к власти в Литве Ольгердом Гедиминовичем.
В 1368—1372 годах брат Ульяны великий князь Тверской Михаил Александрович использовал династические узы для военного союза Твери и Литвы против великого князя Московского Димитрия Ивановича.

### Жизнь в Великом княжестве Литовском
В Витебске тверская княжна решительно взялась за укрепление и украшение города. Замки, что должны были возводить по указу Ольгерда, были построены уже в 1351 году, и в течение трёхсот лет верно служили защите Витебска. Под прикрытием стен в Нижнем замке начали мостить улицы, строить первые, ещё деревянные дворцы — в частности, дворец Огинского.
В XIV веке каменные церкви, как наиболее укреплённые здания, служили горожанам укрытием в случае военной угрозы; в монастырях, ввиду отсутствия светских школ, священники и дьячки учили грамоте. Храмы и церкви были центрами не только духовного воспитания, но и культурной жизни, развития искусства.
Всё в том же 1351 году была закончена вторая каменная церковь города — церковь Святого Духа. Иулианья основала первый женский монастырь, церковь Богоявления, обновила Михайловскую, самую старую княжескую церковь города, обновила и украсила Благовещенскую церковь, в которой, утверждают историки, хранились портреты Ольгерда и Иулианьи. На месте языческого капища Макоши, на высоком берегу Витьбы в месте слияния её с Двиной было начато строительство первой посвященной Богородице церкви в Витебске — церкви Пречистой Божьей Матери; в 1406 году, уже после смерти Иулианьи, была достроена, а гора, прежде носившая название Лысой, стала Пречистинской.
Ульяна перестроила деревянную Никольскую церковь в Вильно в каменный храм, построила храм во имя Святой живоначальной Троицы, на месте которой позднее возник Троицкий монастырь в Вильно. Основала Свято-Духов монастырь в Витебске.
После смерти мужа (1377) и второго прихода к власти Ягайло в Великом княжестве Литовском (1382) участвовала в организации литовско-московского союза и планировании династического брака Ягайло и дочери Дмитрия Донского. В 1383 году Иулиания постриглась в монахини в основанном ею монастыре под именем Марины (Марфы).
5  декабря  2018  года причислена к лику  местночтимых святых как  благоверная княгиня в  УАПЦ.

## Дети Иулиании и Ольгерда
Ян Тенговский предлагает следующий список детей Ольгерда и Иулиании:
1. Кенна (ок. 1351—1367) — жена слупского князя Кажки (Казимира IV)[4];
2. Евфросиния (ок. 1352—1405/1406) — жена великого князя рязанского Олега Ивановича;
3. Скиргайло (Иван; ок. 1354—1394) — князь витебский (ок 1373—1381), трокский (1382—1392), полоцкий (1387—1394), наместник короля в Великом княжестве Литовском (1386—1392), князь киевский (1394);
4. Корибут (Дмитрий; ок. 1355 — до 1404) — князь новгород-северский;
5. Федора — жена Святослава Карачевского;
6. Лунгвений (Семён; 1356 или позже — 1431) — наместник новгородский (1389—1392), князь мстиславский (1390—1431);
7. Елена (1357/1360 — 1437) — жена Владимира Андреевича Храброго;
8. Ягайло (Владислав; ок. 1362—1434) — великий князь литовский (с 1377), король польский (с 1386);
9. Мария (ок. 1363) — жена боярина Войдилы, жена князя Давида Городецкого;
10. Каригайло (Казимир; ок. 1364/1367 — 1390) — князь мстиславский;
11. Минигайло (ок. 1365/1368 — до 1382);
12. Александра (1368/1370 — 1434) — жена мазовецкого князя Земовита IV;
13. Екатерина (1369/1374 — 1422 или позже) — жена мекленбургского князя Иоганна II;
14. Вигунд (ок. 1372—1392) — князь керновский;
15. Свидригайло (ок. 1373—1452) — великий князь литовский (1430—1432);
16. Ядвига (ок. 1375) — жена освенцимского князя Яна III[5].